# 哥吉拉vs碧奧蘭蒂
《哥吉拉vs碧奧蘭蒂》（日語：ゴジラvsビオランテ）是1989年上映的日本電影，由大森一樹編劇和導演，川北紘一擔任特攝。該部電影是哥吉拉系列電影的第17部作品及平成系列的第二部作品，即1984年電影《哥吉拉》的續集。主演陣容包括三田村邦彦、田中好子、高嶋政伸、小高惠美、峰岸徹、澤口靖子、永島敏行、久我美子、金田龍之介等人。這也是小高首次在系列中飾演三枝未希的電影，她將在平成系列的後續作品持續登場。
該電影接續1984年的故事展開，當日本政府透過研究哥吉拉細胞樣本製造出對抗武器「抗核細菌」(ANB)時，一場爭奪哥吉拉細胞的恐怖攻擊發生。這次襲擊奪走了白神源壹郎博士的女兒英理加的性命。為了延續女兒的靈魂，源壹郎將她的細胞注入在英理加生前所珍愛的玫瑰中。隨著哥吉拉從火山底部甦醒，促使源壹郎下定決心參與對抗怪獸的作戰計畫。他將哥吉拉細胞注入玫瑰，然而結果卻是孵化出了「植物巨怪碧奧蘭蒂」。
《哥吉拉vs碧奧蘭蒂》於1989年12月16日於日本上映。並於1992年11月25日通過HBO在美國發行。雖然獲得了普遍的正面評價，但這部電影在日本票房上呈現不亮眼的成績，票房約20億日圓，片商盈利收入為10億4000萬日圓。電影在台灣戲院上映時的片名為「大恐龍」，但2004年新生代多媒體發行的DVD將片名譯為「哥吉拉決戰皮歐朗迪」。「哥吉拉vs碧奧蘭蒂」是東立出版社發行的漫畫版譯名。

## 概要
本作是《哥吉拉》（1984）的直接續作，是平成哥斯拉系列的起點。它也是「平成哥斯拉系列」（VS系列）的第一個作品。在這部作品中，川北紘一被任命為特攝監督，曾執導《希波克拉底》的大森一樹被任命為編劇兼導演，《勇者鬥惡龍系列》的椙山浩一被任命為製作音樂。為系列增加全新風格氣息。此外，也是繼自《機械哥吉拉的逆襲》時隔15年後，首次在劇中使用伊福部昭的音樂。
除了蘆之湖以外，本作中，伊豆大島、大阪市、若狹灣等地區也成為了哥斯拉和碧奧蘭蒂襲擊的主要地點。這是自《哥斯拉的逆襲》以來，哥斯拉首次出現在大阪。本作也是之後將成為「平成哥斯拉系列」主角的超能力者三枝未希的首次登場。當時的小高惠美是東寶「第2屆灰姑娘試鏡大獎」的冠軍，此外，本作也是以微縮佈景再現日本市區的最後一部作品，下一部作品《哥吉拉vs王者基多拉》將開始增加CG技術製作繪製。由於劇本的完成被推遲了，拍攝階段一直推遲到1989年9月才殺青。
故事的發展不同於以往所謂的兒童怪物電影，而是基於「哥吉拉vs.自衛隊」的關係，而非哥吉拉和碧奧蘭蒂之間的對抗。哥斯拉（簡稱「G」）被自衛隊定義為「特殊災難」，屬於四級警戒。而由吃掉哥斯拉能源的核物質的細菌和超級X2則形成了碧奧蘭蒂，在此次拍攝中出現的自衛隊人員都是演員，但出現的車輛（吉普車、73型大卡車、自行火砲、坦克等）都是自衛隊協助提供的。
《哥吉拉vs碧奧蘭蒂》作品的內容被評價為系列最佳的作品，但票房收入低於前作。不過由於製作成本得到了充分的回收，因此該系列繼續進行，但為了應對這一結果，在下作中則讓過去受歡迎的怪獸們再度重新出現，其內容集中在娛樂性質上。在1994年上映的《哥吉拉vs太空哥吉拉》中，碧奧蘭蒂被引述為敵方怪獸太空哥斯拉誕生的可能性之一。

## 故事大綱

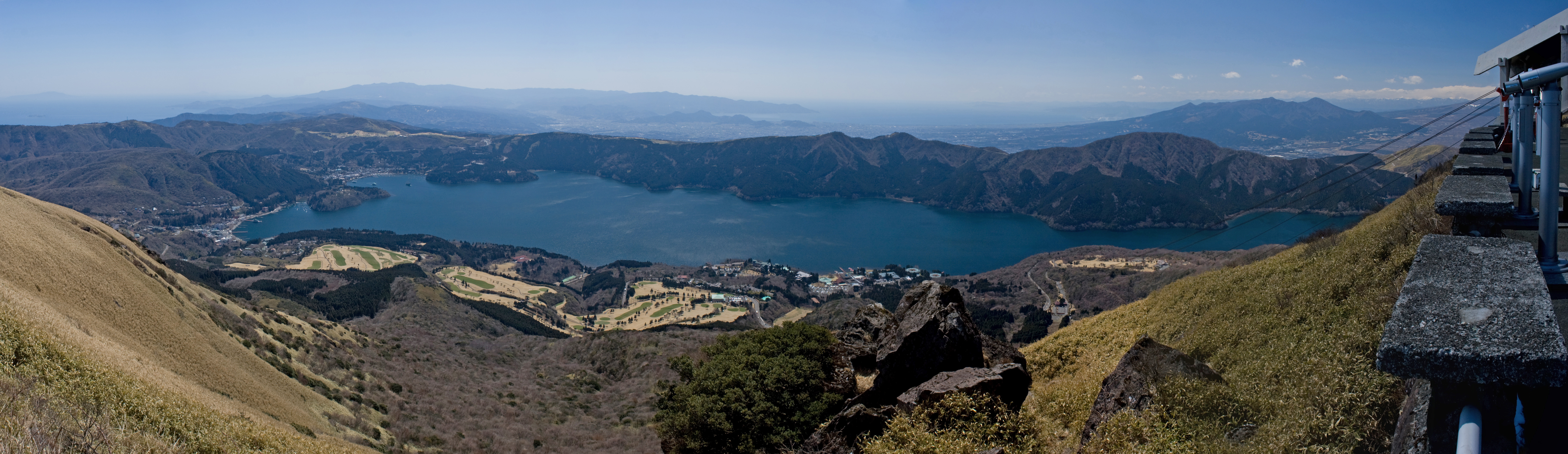
位於神奈川縣的蘆之湖，為本部作品的關鍵場景。

1985年，哥吉拉襲擊東京，並在隨後被囚禁在三原山。在廢墟中，自衛隊進行殘留輻射檢測和回收超級X的工作，同時進行怪獸體內G細胞碎片的操作。在這段時間內，美國組織Bio-Major成功採集到G細胞，但被自衛隊發現，雙方爆發槍戰。Bio-Major成功逃脫，但卻被薩拉吉亞共和國的特勤局特工SSS9槍殺，奪取了G細胞。這些細胞被隨後秘密運送到薩拉吉亞共和國的技術與科學學院，計劃將其與基因改造的植物合併，用於培育即使在沙漠中也能生長的基因改造植物，從而結束國家對油井的經濟依賴。源壹郎博士和他的女兒英理加被徵召參與該項目。然而，在捲入了細胞爭奪戰後，一場恐怖的炸彈襲擊摧毀了實驗室。這場爆炸不僅摧毀了細胞，還奪去了英理加的生命。
五年後，源壹郎回到日本，試圖通過將英理加的一些細胞與玫瑰的細胞合併來保存他的靈魂。與此同時，科學家桐島和自衛隊中尉權藤吾郎利用他們收集到的G細胞製造「抗核細菌」(ANEB)。為了防範哥吉拉的威脅，國土交通省回收了曾在哥吉拉對戰中被摧毀的超級武器「Super X」的殘骸，並將其改造成「Super X2」，希望它成為對抗哥吉拉的主力武器。雖然他們嘗試招募源壹郎協助他們，但遭到拒絕。由於薩拉迪亞以及Bio-Major組織都希望擁有G細胞，國際緊張局勢逐漸升級。三原山的爆炸引起了該地區的震動，影響了源壹郎的家，導致玫瑰遭受嚴重損壞。源壹郎同意參與自衛隊，因而獲得使用G細胞的權限。他秘密將G細胞與一朵玫瑰合併。但在一夜之間，Bio-Major和薩拉迪亞的特工闖入源壹郎的實驗室，卻遭到一個植物狀的巨大生物襲擊，這個生物最終逃到蘆之湖，由源壹郎命名為「碧奧蘭蒂」。
Bio-Major特工在三原山周圍布置了炸藥，並威脅日本國會，警告若不交出細胞，將引爆炸藥釋放哥吉拉。桐島和權藤試圖進行交易，但薩拉迪亞的特工SSS9挫敗了企圖並搶走了細胞。炸藥被引爆，哥吉拉被釋放。並在浦賀水道擊敗護衛艦和Super X登陸小田原，然而碧奧蘭蒂則呼喚著哥吉拉。使得哥吉拉到達蘆之湖湖邊與碧奧蘭蒂展開激烈的戰鬥，儘管遭受了碧奧蘭蒂的各種攻擊，哥吉拉還是用輻射熱射線擊敗了碧奧蘭蒂，並消失在駿河灣。
被任命指揮G作戰的黑木，預測哥吉拉將前往若狹灣的核電廠群進行能量補充，集結戰力在伊勢灣，並預計經過名古屋市的最短路線，但哥吉拉實際上是從紀伊水道前往大阪市。被出其不意的黑木只能將Super X2運送大阪，其餘的戰力則分別前往若狹灣。同時，桐島和權藤得知SSS9的藏身處在大阪，並前往奪回ANEB。在哥吉拉即將上陸的危急時刻，成功奪回ANEB的權藤直接進入對哥吉拉注射ANEB的準備，哥吉拉終於登陸大阪市。
在中央區，由權藤領導的團隊遭遇到哥吉拉，向其身體發射注入了ANEB的火箭。權藤在此過程中喪生，但經過將近14個小時，其效果仍未顯現，哥吉拉繼續朝若狹灣前進。根據桐島提出的「哥吉拉體溫低可能抑制ANEB活性」的假設，黑木在若狹設置了雷霆控制系統，啟動人工雷電提升哥吉拉的體溫。ANEB開始發揮效力，但哥吉拉的前進勢頭卻未減緩。在高濱核能發電廠緊急態勢宣告且緊張升高的情況下，進化成更強形態的碧奧蘭蒂出現在哥吉拉面前，雙方再度爆發戰鬥，但當ANEB的效果顯現後，哥吉拉拉最終在海灘上倒下而沉入海中，碧奧蘭蒂分裂成發光的孢子，升上天，形成了星空中的英理加的影像。然而，觀看這一幕的源四郎被SSS9射殺。桐島則追趕刺客，經過短暫的搏鬥後，黑木激活的微波發射板成功殺死了SSS9。電影尾聲，哥吉拉重新醒來，並朝向海洋進發。

## 登場怪獸
- 哥吉拉(台譯：大恐龍)
- 碧奧蘭蒂(台譯：人心怪樹/皮歐朗迪)

## 登場角色
桐島一人
飾演者：三田村邦彥
筑波生命工學研究所的研究員，35歲。他對於抗核細菌ANEB的開發以及大河內進行的冷凍保存世界各地VIP和名人細胞的生物銀行專案感到擔憂。並因其能力而收到麻省理工学院的招聘，雖然考慮接受，但最後還是拒絕了。為了奪回被奪走的ANEB，並在追趕射殺白神的SSS9進行搏鬥時展現強大的行動力。
在小說版中，他對英理加抱持感情，但每次邀請英理加時，英理加總是帶著明日香一起來，不知不覺間就與明日香變得親近。
飾演桐島的三田村邦彥表示，在劇本階段由於角色地位不太清晰，最終是相信導演大森一樹的指導演繹的。在酒吧的場景中，由於工作人員的趣味，三田村喝的是當時他負責廣告的啤酒。
大河內明日香
飾演者：田中好子
精神開發中心的研究員，桐島的戀人，28歲。她是政經界權威大河內誠剛的女兒，與英理加是親密的朋友。由於涉及父親財團的項目，她與桐島之間存在一些分歧，但逐漸重建了彼此之間的關係。她個性溫柔而勇敢，駕駛一輛三菱Pajero，與桐島共用。
黑木翔
飾演者：高嶋政伸
防衛廳特殊戰略作戰室主任，三等特佐，26歲。以優異成績畢業於國防大學，指揮Super X2的運作以及陸海空自衛隊的指揮。儘管年輕時有些不成熟，但具有不怕上級並活用三枝未希的超能力進行作戰的勇氣和靈活的頭腦，以大膽的戰術和策略追逼哥吉拉，後在《哥吉拉vs戴斯特洛伊亞》中以Super X3的機長身份再次登場。
在小說版中，他擊落了搭載間諜機的工作人員。在坂井孝行的漫畫版本中，黑木則自從《哥吉拉vs.金剛》到《哥吉拉vs.戴斯特洛伊亞》的所有作品中都登場。 在劇本的第3稿中，他的軍階設定為三佐。
劇本編寫者大森一樹在撰寫階段曾想像將角色形象化為古尾谷雅人。
三枝未希
飾演者：小高惠美
明日香所在的精神開發中心的少女，17歲。他能感應哥吉拉的活動，因而暫時阻止哥吉拉在大阪灣的行動，是開發中心中能力最強的超能力者。 然而在使用精神感應在關西國際機場建設基地暫時阻止哥吉拉時，他消耗了相當多的能量而昏迷。最後，她預測到碧奧蘭蒂的出現並將此訊息傳達給了桐島等人。
作者小林晉一郎表示，由於本作品以植物為主題，角色的名字也是受此啟發，更進一步參考了毛利元就的三子教訓状的傳說，寓意「智慧、勇氣和愛的三條分支」聚在一起就能夠「孕育希望」。
最初，小林將她的名字命名為「希（のぞみ）」，但在劇本階段改為大森的女兒同樣讀作「未希」的名字。
飾演未希的小高惠美表示，大森指示她觀賞電影《魔女嘉莉》作為參考資料。在表演中，她努力不展現生活感，使自己看起來神秘。小高後來表示，在之後的作品中，這種成長的未希因為和自己的成長過程重疊，因此感覺難以置信。據大森表示，本作品後來計劃的《摩斯拉VS巴岡》中，未希的出現被安排作為與哥吉拉系列的接觸點，儘管該計劃被取消，但未希作為以後VS系列的主要角色仍然存在。
SSS9
飾演者：曼喬特·貝迪
薩拉迪亞共和國的特勤局的第9號特工，他在獲取G細胞和抗核能細菌之間進行陰謀活動，但在殺害白神後則與桐島激戰，最終被黑木利用微波發射板發生的人工雷擊蒸發。
山本（やまもと）
飾演者：永島敏行（友情出演）
SUPER X2的開發人員，自衛隊技術部長。他對已經完成的超級X2的性能自信滿滿地向黑木和権藤解釋，但在初戰中敗給了哥吉拉，感到灰心落氣，深刻體會到技術的極限。
大和田圭子（おおわだ けいこ）
飾演者：久我美子（友情出演）
內閣官房長官。她召集権藤和大河內到首相官邸，要求他們為了阻止哥斯拉復活而同意與生物巨人進行交易，交出抗核細菌。
在劇本第3稿中，他的名字設定為大和田圭介。
山地（やまち）
飾演者：上田耕一
自衛隊統幕議長。對於黑木大膽的戰術部署，包括資訊操作和對大城市的損害都表示不滿，並在一些場面中與黑木發生衝突，在若狭的行動中，他與陸上幕僚長一起在前線指揮對哥吉拉進行了指揮。
小山實（こやま みのる）
飾演者：中田博久
防衛廳長官。對哥吉拉進攻中，針對集中日本三分之一電力的若狭核電廠的攻擊表達擔憂。
竹田（たけだ）
飾演者：佐佐木勝彦
科學技術研究部長。在若狭灣的中擔任負責人。
劇本第3稿中，他的全名被設定為竹田義成。
約翰·李（ジョン・リー）
飾演者：杭特敬士
來自美國組織「Bio-Major」的白人特務。代碼號No.46762。不僅擅長英語，而且日語也相當流利。他與羅一起監視白神新植物研究所並在在夜間潛入實驗室，雖然在與SSS9和碧奧蘭蒂的觸手戰鬥中失去了羅，但仍成功地竊取了有關抗核能細菌的資料。並炸毀了三原山恐嚇日本政府，要求交出抗核能細菌。
由於日本政府接受了要求，他出現在桐島·権藤與生物巨人交付抗核能細菌的現場，駕駛著裝有三原山爆破開關的卡車，但在SSS9的阻撓下，最終被射殺。由於卡車翻覆，爆破開關失去了控制，最終導致了哥吉拉的復活。
麥可·羅（マイケル・ロー）
飾演者：德里克·霍姆斯
來自美國組織「Bio-Major」的黑人特務。代碼No.56594。在白神博士不在時，他與李一同潛入白神新植物研究所試圖竊取有關抗核細菌的資料，卻突然遭到碧奧蘭蒂的觸手襲擊而死亡。
瑟爾汗（サーハン）
飾演者：邁赫迪扎德·蘇萊曼
薩拉吉亞石油公司大阪分公司的總經理，在試圖帶走抗核細菌時，遭到桐島和権藤的襲擊，最終被奪回抗核細菌。
阿卜杜勒·扎爾曼（アブドール・ザルマン）
飾演者：艾登·亞曼拉爾
薩拉吉亞生物工學研究所所長。對白神在1985年時作為贊助商友好地對待，但當他得知白神離開薩拉吉亞在日本開發抗核能細菌時，命令SSS9刺殺白神。
小暮閣下
本人出演。在直播電視節目中亮相，但由於哥吉拉現身的臨時新聞中斷了節目，他呼籲觀眾收看新聞。
白神英理加（しらがみ えりか）
飾演者：澤口靖子（特別出演）
白神博士的女兒。明日香的朋友。得年23歲。作為父親的助手，她在薩拉吉亞的生物工學研究所工作，但在爆破行動的恐怖襲擊中去世。她的細胞後來被結合到碧奧蘭蒂中。本作的結尾是由她的獨白來總結的。
權藤吾郎（ごんどう ごろう）
飾演者：峰岸徹
陸上自衛隊一佐。40歲。自衛隊陸軍調查部的成員，並被調到國土廳特殊災害研究會議，但他自己形容為「健康的左遷」，並過著壓抑的日子。對於事態的言談顯得冷靜而輕鬆，但卻擁有冷靜的判斷力和高度的行動力。在大阪，他用三發ANEB彈（其中一發進入口腔）命中哥斯拉，但隨後卻在TWIN21的倒塌中喪生。
在《哥吉拉vs太空哥吉拉》中，他的妹妹權藤千夏和友人結城晃也出現過。編劇大森在寫作階段時將原田芳雄想像為権藤的演員。在拍攝権藤死於大樓倒塌的場景時，由於工作人員的錯誤，攝影機未開啟，因此他們不得不重新拍攝倒塌的場面。
大河内誠剛（おおこうち せいごう）
飾演者：金田龍之介
明日香的父親，財團法人大河内總研的當家。60歲。他在自己的公司保存了G細胞。提出了冷凍保存世界各地名人和名人細胞和精子的「生物銀行」項目引起爭議。他雖然性格風趣，但對該項目持有堅定的態度，「受到原子彈和哥吉拉的威脅的日本，即使製造和擁有超越核武器的抗核細菌也決不是壞事」。
白神源一郎（しらがみ げんいちろう）
飾演者：高橋幸治
遺傳學界的世界權威。在1985年，他在薩拉吉亞開發了即使在沙漠中也能生長的植物，但卷入了G細胞的爭奪戰中失去了女兒英理加，對科學感到失望。回到日本後，他在蘆之湖畔建立的實驗室中安靜地生活。
最初的名稱是由小林源一郎提出的「不知火博士」。

## 演員
- 桐島一人：三田村邦彦（日语：三田村邦彦）
- 大河內明日香：田中好子
- 黒木翔：高嶋政伸
- 三枝未希：小高惠美
- SSS9：曼喬特·貝迪（日语：マンジョット・ベディ）
- 山地統幕議長：上田耕一（日语：上田耕一）
- SUPER X2操作員：豐原功補、鈴木京香
- 約翰·李：杭特敬士（日语：ハント敬士）
- 麥可·羅：德里克·霍姆斯
- 自衛隊隊員（陸上自衛隊員）：松原一馬、井上浩、吉満涼太（日语：吉満涼太）、山田義晴、河合哲、弓家保則（日语：弓家保則）
- 秋山陸自巨大植物監視部長：辰馬伸（日语：辰馬伸）
- 作戰室成員：皆川衆（日语：皆川衆）、坂田祥一（日语：坂田祥一）、松岡一間
- 瑟爾汗：邁赫迪扎德·蘇萊曼
- 研究員：阿卜杜拉·希拉勒
- 薩拉吉亞指揮部：柯蒂斯·克萊默、布萊恩·烏爾、羅伯特·科納
- 護士：黒岩磨聖
- スーザン・ハーン（CCNキャスター）：ベス・ブラット
- 白神英理加：澤口靖子（特別出演）
- 山本技術部長：永島敏行（友情出演）
- 大和田官房長官：久我美子（友情出演）
- 小山防衛廳長官：中田博久（日语：中田博久）
- 竹田科学技術研究部長：佐佐木勝彦
- 陸上幕僚長：荻原賢三（日语：荻原賢三）
- 海上幕僚長：仙波和之（日语：仙波和之）
- 航空幕僚長：山中康司
- 阿卜杜勒·扎爾曼：艾登·亞曼拉爾（日语：艾登·亞曼拉爾）
- 哥吉拉：薩摩劍八郎
- 碧奧蘭蒂（第1形態）：竹神昌央
- 碧奧蘭蒂（第2形態）：柴崎滋、木村義隆
- 電視記者：相楽晴子（日语：相楽晴子）
- 新聞播報員：松川裕美（日语：松川裕美）
- SUPER X2整備長：武野功雄（日语：武野功雄）
- 小暮閣下：小暮閣下
- 権藤吾郎：峰岸徹（日语：峰岸徹）
- 大河内誠剛：金田龍之介（日语：金田龍之介）
- 白神源壱郎：高橋幸治（日语：高橋幸治）
- 齊藤由貴 - 齊藤由貴
- 新聞播音員 - 坂信一郎（日语：坂信一郎）
- 千里中央病院醫生 - 大森一樹

## 製作人員
- 監製：田中友幸
- 導演、編劇：大森一樹
- 原案：小林晉一郎（日语：小林晋一郎）
- 特技導演：川北紘一
- 音樂：椙山浩一
- 哥吉拉主題曲：伊福部昭
- 角色設計：小林晉一郎、西川伸司
- 製作人：富山省吾
- 編曲：デビッド・ハウエル
- 原聲帶：東芝EMI
- 攝影：加藤雄大
- 美術：育野重一
- 錄音：宮內一男
- 照明：粟木原毅
- 剪輯：池田美千子
- 助導演：井上英之
- 製作負責人：森知貴秀
- 特殊機械：宮川光男、鹿山和男
- 裝置：鈴木榮二
- 組付：笠原良樹
- 裝飾：田代昭男
- 電飾：稲畑秀男
- 記錄：江口由紀子
- 音響效果：伊藤進一、中村佳央（東洋音響カモメ）
- 劇照：石月美徳
- 製作組：福塚孝哉
- 擬鬥：宇仁貫三
- 汽車特技：超級司機
- 特殊技術
  - 攝影：江口憲一
  - 美術：大澤哲三、長沼孝
  - 照明：斉藤薫
  - 操演：松本光司（操演師）
  - 造型：安丸信行、品田冬樹
- 特殊效果：渡辺忠昭、久米攻
  - 助導演：松本清孝
  - 裝置：野村安雄
  - 劇照：中尾孝
  - 設計：西川伸司
- 特殊視覺效果、光學效果：岸本義幸、北條則明（日语：北条則明）
- 運動控制：木下良仁、阿部健一
- 影片效果：萩原賢治
- 定時：岩田夫
- 效果動畫：橋本滿明（日语：橋本滿明）、松本肇（日语：松本肇）、斉藤雅和
- 動畫：毛利和昭、山懸亞紀、赤堀隆一
- 電腦圖形：大屋哲男（日语：大屋哲男）、亀谷久、水端聡
- 襯底繪畫：山本二三、三瓶一信（日语：三瓶一信）
- 襯底畫師：石井義雄（日语：石井義雄）
- 協調：小川利弘（日语：小川利弘）、三澤勝治
- 製作：山邊崇、馬野光晴
- 合作：防衛廳
- 資料協助：教育社、組織培養紀念研究所、日本電視放送網株式會社
- 製作協助：東寶映像美術（日语：東宝映像美術）、東寶工作室（日语：東宝スタジオ）、東寶錄音中心（日语：東宝サウンドスタジオ）、東寶音樂出版、京都裝束、東京現像所（日语：東京現像所）
- 發行：東寶株式會社

## 製作

### 前期製作
1984年，《哥吉拉》的上映獲得了總計17億日元的票房成功，並於1985年3月啟動了哥吉拉委員會以籌備續集。然而，由於東寶未達到最初設定受益20億日元的目標，東石中學生和高中生的客群參與度不高，以及從支持哥吉拉復活的粉絲中獲得評價不佳等許多反省點，基於上述反省，委員會在考慮讓平成哥吉拉下列定期化並使其成為每年定檔上映的電影系列時，有許多事項需要考慮。該續作當初的臨時名稱是《哥吉拉2》（G-2））。
製片人田中友幸被認為特別重視觀眾的反應，為了使故事具有娛樂性，並保持與前作「哥吉拉復活」相當的事件性，他實施了針對續作的一般公開徵稿。在前作上映後不久，根據一般公開的提案，從5025份提案中選擇了牙科醫生小林晋一郎的作品，小林在1971年時，曾為圓谷製作的特攝電視劇《歸來的超人力霸王》第34話《不可寬恕的生命》提供原案，該作品除了與生物技术相關的主題之外，也和本作品還有許多共同之處，包括植物和動物的合成怪獸雷奧貢在芦之湖中出現，而在本作品中，合成怪獸碧奧蘭蒂也在芦之湖中出現，成為兩個作品間共通的要素。另一候選的提案包括吉斯拉與一個巨大的電腦對戰，而這個電腦將會變成坦克模擬器，但由於1989年上映的特攝機器人電影《GUNHED》的票房表現不佳，這個提案被否決。此外，入選的作品還包括坂本光一和飛鳥昭雄等人的作品，他們後來都獲得了江户川乱步奖。頒獎典禮最終於1985年11月9日舉行。小林的劇本撰寫是在頒獎典禮結束後從1986年1月開始。電影被規劃於1986年12月（1987年新年檔期）上映。
擔任本劇導演和編劇的大森一樹，是哥吉拉系列中第一位來自東寶外部的導演。根據田中的說法，他之所以直接與大森會面並委託他編劇，是因為他經歷過編劇的脚本而榮獲城戶獎的高度評價，因此在此次計畫委託他擔任導演。該劇本以小林的提案為初稿，由大森起草自第2稿開始。由於劇本創作進展緩慢，製片人富山省吾在這期間任命了大森擔任《戀愛的女人們》和《小荳荳電視台》等電影的導演。
雖然計劃本身是在前作之後啟動的，但由於劇本和碧奧蘭蒂設計等方面的困難，籌備期間長達數月。根據富山稱，由於正在尋找該系列的方向，再加上這是一部制作費用較高的作品，因此東寶高層持慎重態度。此外，小林表示，「花朵與哥斯拉戰鬥」的形象花了很長時間才獲得大多數人的理解。電影正式製作在1989年5月開始的。雖然在前一年的企劃書中，他曾經考慮過夏季上映，但在這個時候《GUNHED》已經上映。然而，即使在這個時候，碧奧蘭蒂的設計也還沒有確定，直到同年8月下旬特效小組開始工作才正式確立碧奧蘭蒂的形象。
大森表示，他在幼年時曾觀看過《摩斯拉對哥吉拉》，對該部電影的印象深刻，因此本作品也受到了女性形象的怪獸以及戰鬥場面豐富等方面的影響，三枝未希的地位也稱之為類似小美人的角色。此外，平衡真實感和自衛隊行動的方式等方面則參考了1966年電影《科學怪人的怪獸 山達對蓋拉》由於外部工作人員的增多，富山和製作負責人森知貴秀等人的意向，自本作品起，盡可能多地在片尾字幕中列出了許多工作人員。據田中稱，雖然破壞大阪TWIN21的提議收到了很多反對意見，但經營Twin21的松下电器公司很高興地批准了這一提議。

### 選角
起初，大森構想中的主演陣容是希望由原田芳雄飾演權藤一角，古尾谷雅人飾演黑木，仲代達矢飾演白神博士。最終由於行程優先的考量做出了決定，但仍以高橋幸治、金田龍之介等東寶特攝色彩濃厚的豪華卡司為目標。1989年，當與同年出演電影《黑雨 (日本电影)》的田中好子進行出演談判時，大森向他表示：「哥吉拉和黑雨兩者，都涉及到原子彈的事情」。
繼前作的澤口靖子之後，飾演三枝未希一角的小高惠美再次被選為東寶新星。澤口也在另一個角色中繼續演出。澤口飾演的英理加在開頭死亡，然後場景轉移到小高的部分，這種轉變意識到了女演員之間的接力。飾演黑木的高嶋政伸是由製片人富山推薦而被選中的。
飾演山地統幕議長的上田耕一，從本作品開始直到《哥吉拉 最後戰役》，參與了平成和千禧年哥斯拉系列的所有作品。飾演大和田圭子官房長官的久我美子，是在當時現實世界中的官房長官是第一位女性森山真弓的情況下，以及根據久我的丈夫・平田昭彥（1984年去世）的母親的建議而參演的，她說：「因為我兒子喜歡這部電影，所以你也應該參演」。
作為外國演員的通譯，馬札奇·貝迪在錄音現場參與了通訳工作，後來被選中擔任特務。大森在評論中表示：「外國演員的卡司如果稍微仔細一點就好了」，本作也是鈴木京香在無名時期首度出演的作品。當時鈴木還是一名大學生，製片人富山省吾與鈴木所屬經紀公司有聯繫，因此她的參演是在這種情況下實現的。在大阪的場景中，由於大森導演之前曾執導主演電影，齊藤由貴以聲音的方式客串演出。當哥斯拉出現在大阪灣時，在大阪城堡音樂廳播放了斉藤的《夢中へ》的開場曲，接下來在大阪人疏散的場景中，権藤哼唱了“夢中へ”的開場歌。精神開發中心的一名兒童和蘆之湖的臨時演員中，還有原作者小林晋一郎的親生兒子。

### 特攝

哥吉拉與碧奧蘭蒂的戲服。

特效團隊於1989年8月10日開始工作，鑑於東寶對《GUNHED》劇中的視覺特效感到印象深刻，曾在圓谷製作公司工作的川北紘一則取代中野昭慶成為本作特攝部門的主要負責人。川北借用了《GUNHED》的特效團隊Studio OX參與本作的特效拍攝，最初希望使哥吉拉更加像動物而並參考了鱷魚的形象，但被田中表示哥斯拉是「怪獸」而非動物後。則由薩摩劍八郎以戲服演員的身份回歸飾演哥吉拉，希望通過使其表現不那麼擬人化的形象，以此來提高表現。他也表示，戰鬥的場景中風雨的運用是對黑澤明電影的模仿。另一方面，由於控制線難以看見，許多戰鬥場景都是在夜間進行，甚至白天的場景也是在黑暗中呈現。大阪場景則使用了電視劇《東京8.1級地震》中的建築物毀壞場景。
套服製造商安丸信行根據薩摩的尺寸特別製作了一套哥吉拉裝，與之前為其他演員初次構建，並使薩摩一感到不適的裝束不同，本次這套重達242磅的裝束更為舒適，擁有較低的重心和更靈活的腿部。為了水下戲的需要，又建造了第二套176磅的裝束。其中將頭部的尺寸縮小，眼睛周圍的白色部分被移除。根據最終劇本作家小林的建議，在頜部加入了雙排牙齒。與上一部電影一樣，特寫鏡頭使用了動畫模型。這些模型相較於上一次的改進，它們是使用主要服裝的模具製作的，並包括有關節的舌頭和複雜的眼睛運動。裝束的背部板充滿了發光燈泡，用於哥吉拉使用其原子射線的場景，從而減少對光學動畫的依賴，儘管第一次啟動時給薩摩送電。但在哥吉拉與自衛隊交戰的場景中，由於現場使用了真正的爆炸物，薩還被迫在穿著裝束時戴上防護護目鏡提供保護。本片主要在東寶片場拍攝，一些場景在富士東部機動區進行了拍攝。
碧奧蘭特主要透過軌道及鋼絲操縱，然而設計碧奧蘭特的套裝被證明是一個問題，由於傳統的特效技術難以實現對生物第一形態的設計要求，而最終形態的笨重模型更使特效團隊增加負擔。碧奧蘭特的第一形態由竹神昌央飾演，他坐在模型的軀幹區域上，位於水面上方的一個平台上。儘管生物頭部運動操作起簡單，但是藤蔓是由一個複雜的架空線系統控制的，在戰鬥場景時使薩摩難以當即做出反應，因為藤蔓沒有提供張力，因此薩摩需要假裝透過受到它們的打擊才得以拍攝畫面。
碧奧蘭特的最終形態更難操作，因為藤網在現場架設起來需要數小時的時間。無論是哥吉拉還是最終形態的碧奧蘭特裝束的視野能見度都極差，使得戲服演員發射樹液時，難以瞄準生物的頭部。雖然最初決定將定格动画引入電影，但由於川北覺得這些序列未能有效地與實景畫面融合，這些方案最終被取消。這也使電影成為第一部使用CGI的哥吉拉電影，儘管其使用僅限於涉及電腦生成的示意圖的場景。電影的原版剪輯中，第一場戰鬥的高潮是碧奧蘭蒂的孢子落在圍繞芦之湖的山丘上，開花成一片花海，但由於花朵過大而被刪除。

### 音樂
為尋求不同於伊福部昭的新風格，當時大受歡迎的《勇者鬥惡龍系列》系列音樂的作曲家椙山浩一被選中。此外，在電影中也使用了伊福部的音樂，是自《機械哥斯拉的逆襲》以來時隔15年的再次合作。
對於椙山的音樂，電影音樂評論家小林淳評價其為「輕快且口感良好的音樂」，東寶唱片的岩瀬政雄則評價為「優雅的好萊塢風格管弦樂」。然而，岩瀬提到最終觀眾更加留下了伊福部的音樂印象，因此在下一部作品中伊福部本人也回歸擔任作曲。
作曲家伊福部昭拒絕為電影譜曲，他在接受採訪時表示不喜歡小山剛的現代化哥斯拉主題，並將薩拉迪亞主題定義為「荒謬」，因為它聽起來更像是歐洲而不是中東。

## 發行

### 家庭媒體
《哥吉拉vs碧奧蘭蒂》於1992年11月25日由HBO Home Video發行VHS版本。後來由Miramax重新許可，於2012年12月4日由Echo Bridge發行藍光光碟和DVD版本。2013年，Echo Bridge Home Entertainment發行了包含《嗜血狂鯊》（2009年）在內的藍光和DVD雙碟雙特輯。該片於2014年10月7日由Lionsgate最後一次發行藍光和DVD版本。在後兩個版本中，電影由電影協會評定為「傳統哥斯拉暴力」的PG級。
2021年，東寶在日本經典電影頻道首播電影的4K修復版本，還有其他七部哥吉拉電影也進行了4K修復。該片為了播放而降解為2K。

## 迴響

### 票房
在日本，該電影售出約200萬張電影票，總票房為10.4億日圓。

### 批判性回應
《哥吉拉vs碧奧蘭蒂》獲得了積極的評價，包括讚揚其故事情節、音樂和視覺效果。在爛番茄上，根據7條評論，獲得71%的贊同率，平均評分為5/10，Monster Zero的艾德·戈濟舍夫斯基表示該電影「絕不是一部經典」，但認為「在20多年來，哥吉拉劇本首次呈現了一些新鮮、原創的想法和主題」。Beyond Hollywood的約瑟夫·薩維茨基表示電影的音樂是「一個主要的缺陷」，但補充說這部電影「不僅是系列中最具想像力的電影之一，而且是最令人愉悅觀賞的」[18]。Japan Hero表示，「這絕對是一部不容錯過的哥斯拉電影」。
在學術著作《日本的綠色怪獸：怪獸電影》中，羅茲和麥考克對《哥吉拉vs碧奧蘭蒂》對於生態批評提出積極的觀點。及聚焦於電影對基因工程和生物技術的批評，早於主題出現在史蒂文·斯皮尔伯格的1993年電影《侏羅紀公園》等更受歡迎的好萊塢大片之前。羅茲和麥考克反駁了先前對該電影的評價，並主張《哥吉拉vs碧奧蘭蒂》擁有比表面上明顯的更深刻的環境信息。
2014年7月，在日本電影衛星廣播公司報導的一項調查中，由一組影迷和評審選出《哥吉拉vs碧奧蘭蒂》為最佳哥吉拉電影。

### 書籍
- . 萬代. 1989.
  - . エンターテイメントバイブルシリーズ50. 企画・構成・編集 安井尚志（日语：安井尚志）（クラフト団）. バンダイ. 1992-12-25. ISBN 4-89189-284-6.
- . 近代映画社（日语：近代映画社）. 1989.
- Gakken MOOK（Gakken）
  - . Gakken MOOK. 監修 田中友幸、責任編集 川北紘一. Gakken. 1990-01-01.
  - . Gakken MOOK. 監修 田中友幸、責任編集 川北紘一. Gakken. 1991-12-01.
  - . Gakken MOOK. 監修 田中友幸、責任編集 川北紘一. Gakken. 1992-12-10.
  - . Gakken MOOK. 監修 田中友幸、責任編集 川北紘一. Gakken. 1993-12-10.
- . 出版芸術社. 1993. ISBN 4882930722.
- . 構成・執筆:岩畠寿明（エープロダクション）、赤井政尚. 講談社. 1994-09-01. ISBN 4-06-178417-X.
- スタジオ・ハード. . メディアワークス. 1995. ISBN 9784073026983.
- 『幻想映画美術体系 大ゴジラ図鑑』（ホビージャパン）
  - . [監修] 西村祐次、[構成] ヤマダマサミ. ホビージャパン. 1995-01-27. ISBN 4-89425-059-4.
  - . [監修] 西村祐次、[構成] ヤマダマサミ. ホビージャパン. 1995-12-15. ISBN 4-89425-117-5.
- . 朝日ソノラマ（日语：朝日ソノラマ）. 1996-01-10.
- . 集英社文庫. 企画・構成 冠木新市. 集英社. 1998-07-15 [1993-11]. ISBN 4-08-748815-2.
- 坂井由人; 秋田英夫. . ムックセレクト635. KKロングセラーズ（日语：KKロングセラーズ）. 1998-07-25. ISBN 4-8454-0592-X.
- キネ旬ムック（電影旬報）
  - . キネマ旬報社. 1998.
  - . キネ旬ムック. キネマ旬報社. 2000-12-16. ISBN 4-87376-558-7.
- . SEIBIDO MOOK. 特別監修 川北紘一. 成美堂出版（日语：成美堂出版）. 1999-02-20. ISBN 4-415-09405-8.
- 第3版. 竹書房. 1999-12-24 [1993-12-21]. ISBN 4-8124-0581-5.
- . てれびくんデラックス 愛蔵版. 構成・執筆 間宮“TAKI”尚彦. 小學館. 2000-01-01. ISBN 4-09-101470-4.
- . 双葉社の大全シリーズ. 編著 白石雅彦（日语：白石雅彦）、スーパーバイザー 富山省吾. 双葉社. 2003-01-20. ISBN 4-575-29505-1.
- . 監修 川北紘一. 新紀元社（日语：新紀元社）. 2003-04-10. ISBN 978-4-7753-0142-5.
- . 東宝SF特撮映画シリーズ SPECIAL EDITION. 東宝. 2005-01-25. ISBN 4-924609-89-7.
- . 川北紘一 特別監修. キネマ旬報社. 2009-11-30. ISBN 978-4-87376-319-4.
- . 木原浩勝、清水俊文、中村哲. 角川書店. 2010. ISBN 978-4-04-854465-8.
- 洋泉社MOOK 別冊映画秘宝（日语：映画秘宝）（洋泉社）
  - . 洋泉社MOOK. 洋泉社. 2011-08-11. ISBN 978-4-86248-761-2.
  - . 洋泉社MOOK. 洋泉社. 2018-06-14. ISBN 978-4-8003-1461-1.
- . DENGEKI HOBBY BOOKS. 監修：川北紘一. ASCII Media Works. 2012-02-10. ISBN 978-4-04-886119-9.
- . 執筆：元山掌 松野本和弘 浅井和康 鈴木宣孝 加藤まさし. ヴィレッジブックス（日语：ヴィレッジブックス）. 2012-09-28. ISBN 978-4-86491-013-2.
- キャラクター大全（講談社）
  - 講談社 (编). . 講談社. 2014-07-15. ISBN 978-4-06-219004-6.
  - . 講談社. 2020-01-07. ISBN 978-4-06-512925-8.
- . 東宝 協力. 小学館. 2014-07-28. ISBN 978-4-09-682090-2.
- [[池田憲章|池田憲章（日语：池田憲章）]]. . 徳間書店. 2014-07-31. ISBN 978-4-19-863838-2.
- . 野村宏平 編著. 笠倉出版社（日语：笠倉出版社）. 2014-08-07 [2004-12-05]. ISBN 978-4-7730-8725-3.
- . MAGAZINE HOUSE MOOK. MAGAZINE HOUSE. 2014-09-05. ISBN 978-4-8387-8944-3.
- . ホビージャパン. 2015. ISBN 978-4-7986-1137-2.
- . [協力] 東宝. 双葉社. 2016-07-24 [2014-07-06]. ISBN 978-4-575-31156-3.
- . KADOKAWA. 2016-08-06. ISBN 978-4-04-895632-1.
- . TJ MOOK. 宝島社. 2016-08-15 [2014-07-26]. ISBN 978-4-8002-5699-7.
- . 監修 東宝株式会社/協力 東宝 ゴジラ戦略会議. 宝島社. 2018-11-03. ISBN 978-4-8002-8860-8.
- . 双葉社スーパームック. 双葉社. 2022-08-18. ISBN 978-4-575-45910-4.
- 講談社 (编). . 講談社シリーズMOOK. vol.0 ゴジラ&東宝特撮作品 総選挙. 講談社. 2022-12-21. ISBN 978-4-06-530223-1.
- 映像ソフト
  - 大森一樹、川北紘一（出演）、倉敷保雄（日语：倉敷保雄）（聞き手）.  (DVD). 東宝. 2002-05-21.

## 外部連結
- 互联网电影数据库（IMDb）上《哥吉拉vs碧奧蘭蒂》的资料（英文）
- 爛番茄上《哥吉拉vs碧奧蘭蒂》的資料（英文）
- AllMovie上《哥吉拉vs碧奧蘭蒂》的资料（英文）
- 開眼電影網上《哥吉拉vs碧奧蘭蒂》的資料（繁體中文）
- 时光网上《哥吉拉vs碧奧蘭蒂》的資料（简体中文）
- 豆瓣电影上《哥吉拉vs碧奧蘭蒂》的資料 （简体中文）